# Izmajil
Izmajil (ukrainska: Ізмаїл lyssna (fil); ryska: Измаил, Izmaïl; rumänska: Ismail) är en stad i Odessa oblast i sydvästra Ukraina. Staden ligger vid floden Donau, på gränsen till Rumänien. Izmajil beräknades ha 69 932 invånare i januari 2022.